# Henryk Stańczyk
Henryk Stańczyk (ur. 1941) – prof. zw. dr hab. nauk humanistycznych w dziedzinie historii wojskowej, długoletni pracownik naukowy Wojskowego Instytutu Historycznego Akademii Obrony Narodowej i Uniwersytetu Jana Kochanowskiego, obecnie rektor Wyższej Szkoły Menedżerskiej w Warszawie.
Specjalizuje się w historii wojskowej i najnowszej historii Polski. Pełnił funkcję dyrektora Instytutu Historii Uniwersytetu Humanistyczno-Przyrodniczego Jana Kochanowskiego w Kielcach – Filii w Piotrkowie Trybunalskim. Jest członkiem Komitetu Nauk Historycznych Polskiej Akademii Nauk.

## Ważniejsze publikacje
- Tobruk 1941–1996: w 55 rocznicę bitwy (wraz z Tomaszem Krząstkiem, 1996)
- Arnhem 1944, wyd. Bellona, Warszawa 1993
- Od Sandomierza do Opola i Raciborza (1998)
- Operacja krakowska 1945 (2001)
- Armia Berlinga i Żymierskiego: Wojsko Polskie na froncie wschodnim 1943–1945 (wraz z Czesławem Grzelakiem i Stefanem Zwolińskim,  Warszawa 2003)
- Kampania polska 1939 roku: początek II wojny światowej (wraz z Czesławem Grzelakiem, Warszawa 2005)
- Walec wojny w południowej Polsce 1944 - 1945 Oświęcim 2014
- Bitwa o Kraków 1945, Oświęcim 2014
- 1 Armia Wojska Polskiego w walkach o Warszawę, Warszawa 2011
- Wojsko Berlinga i Żymierskiego 1943 - 1945  (wspólnie ze Stefanem Zwolińskim, Warszawa 2015)